# Epigynopteryx prophylacis
Epigynopteryx prophylacis là một loài bướm đêm trong họ Geometridae.